# Benzoát draselný
Benzoát draselný (též benzoan draselný, E212, systematický název benzenkarboxylát draselný, sumární vzorec C7H5KO2) je draselná sůl kyseliny benzoové. Používá se jako konzervant potravin, protože inhibuje růst plísní, kvasinek a některých bakterií. Nejlépe pracuje při nízkém pH, pod 4,5[zdroj?], kdy existuje v podobě kyseliny benzoové.
Benzoátem draselným lze konzervovat kyselé potraviny a nápoje, jako jsou ovocné šťávy (kyselina citronová), perlivé nápoje (kyselina uhličitá), limonády (kyselina fosforečná) nebo nakládaná zelenina (kyselina octová). Je schválený pro použití ve většině zemí, včetně Kanady, Spojených států a Evropské unie, kde se označuje jako E212. V EU se nedoporučuje pro konzumaci dětmi.